# إيتوفيت بن بلقين
إيتوفت بن بلقين كان أميرًا زيريًا عاش في القرن العاشر الميلادي.

## حياة
إيتوفيت هو ابن بلقين واخو المنصور. عين في عام 984 واليًا على آشير. أُرسل في 984/985 إلى المغرب الاقصى على رأس جيش لطرد الزناتيين الذين استولوا على مدينتي سجلماسة وفاس. والتقى الأمير بالأمير زيري بن عطية الذي هزمه وأجبره على العودة إلى أشير. أصبح ابن أخيه باديس (996–1016) حاكم الدولة الزيرية، ولمواجه الزناتيين أرسل باديس عمه إيتوفت وحماد، لكنهم هُزِموا وعادوا إلى آشير. في 998/999، عندما سار باديس بنفسه لمقاومة زيري بن عطية، عين عمه حاكمًا مشتركًا على كل من تيارت وأشير. وأثار هذا التعيين ثورة العديد من أعمام باديس. 

## فهرس
1. ↑  ibne Caldune 1854، صفحة 13.
2. ↑  ibne Caldune 1854، صفحة 16.

## ثبت المراجع
- ابن خلدون. Histoire des Berbères et des dynasties musulmanes de l'Afrique Septentrionale Vol. 2. Imprensa do Governo. {{استشهاد بكتاب}}: الوسيط |مرجع=harv غير صالح (مساعدة)